# Aria (komiks)
Aria – belgijska seria komiksowa z gatunku fantasy, której autorem jest Michel Weyland. Jest to opowieść o wojowniczce imieniem Aria, która podróżuje po fantastycznym świecie, przypominającym średniowieczne czasy. Łącznie powstało 40 tomów cyklu.

## Wydania
Seria powstała w 1979 i ukazywała się początkowo w odcinkach w czasopiśmie komiksowym „Tintin”, a od 1982 do 2021 w formie indywidualnych albumów nakładem wydawnictw Le Lombard (tomy 1–15) i Dupuis (tomy 16–40). Po polsku ukazało się 5 pierwszych tomów cyklu: tomy 3–5 w 1990 roku nakładem wydawnictwa Sfera i tomy 1–4 w 2003 roku nakładem wydawnictwa Podsiedlik, Raniowski i S-ka.

## Tomy
| Tom | Tytuł i rok wydania polskiego | Tytuł i rok wydania oryginalnego  |
| --- | ----------------------------- | --------------------------------- |
| 1   | Ucieczka Arii (2003)          | La Fugue d'Aria (1982)            |
| 2   | Góra czarowników (2003)       | La Montagne aux sorciers (1982)   |
| 3   | Siódme wrota (1990)           | La Septième Porte (1983)          |
| 4   | Rycerze z Aquariusa (1990)    | Les Chevaliers d'Aquarius (1984)  |
| 5   | Łzy bogini (1990)             | Les Larmes de la déesse (1985)    |
| 6   |                               | L'Anneau des Elflings (1985)      |
| 7   |                               | Le Tribunal des corbeaux (1986)   |
| 8   |                               | Le Méridien de Posidonia (1987)   |
| 9   |                               | Le Combat des dames (1987)        |
| 10  |                               | Œil d'ange (1988)                 |
| 11  |                               | Les Indomptables (1988)           |
| 12  |                               | Janessandre (1989)                |
| 13  |                               | Le Cri du prophète (1990)         |
| 14  |                               | Le Voleur de lumière (1991)       |
| 15  |                               | Vendéric (1992)                   |
| 16  |                               | Ove (1994)                        |
| 17  |                               | La Vestale de Satan (1995)        |
| 18  |                               | Vénus en colère (1996)            |
| 19  |                               | Sacristar (1997)                  |
| 20  |                               | La Fleur au ventre (1998)         |
| 21  |                               | La Griffe de l'ange (1999)        |
| 22  |                               | La Voie des rats (2000)           |
| 23  |                               | Le Poussar (2001)                 |
| 24  |                               | L'Âme captive (2002)              |
| 25  |                               | Florineige (2003)                 |
| 26  |                               | Le Jardin de Baohm (2004)         |
| 27  |                               | Chant d'étoile (2005)             |
| 28  |                               | L'Élixir du diable (2006)         |
| 29  |                               | La Poupée aux yeux de lune (2007) |
| 30  |                               | Renaissance (2008)                |
| 31  |                               | La Mamaitha (2009)                |
| 32  |                               | Le Diable recomposé (2010)        |
| 33  |                               | Les Rescapés du souvenir (2011)   |
| 34  |                               | Le ventre de la mort (2012)       |
| 35  |                               | Le Pouvoir des cendres (2013)     |
| 36  |                               | Le Chemin des crêtes (2014)       |
| 37  |                               | Faites taire l'accusée (2015)     |
| 38  |                               | Le trône du diable (2017)         |
| 39  |                               | Flammes salvatrices (2019)        |
| 40  |                               | Carnet de voyage (2021)           |